# 厦门英租界

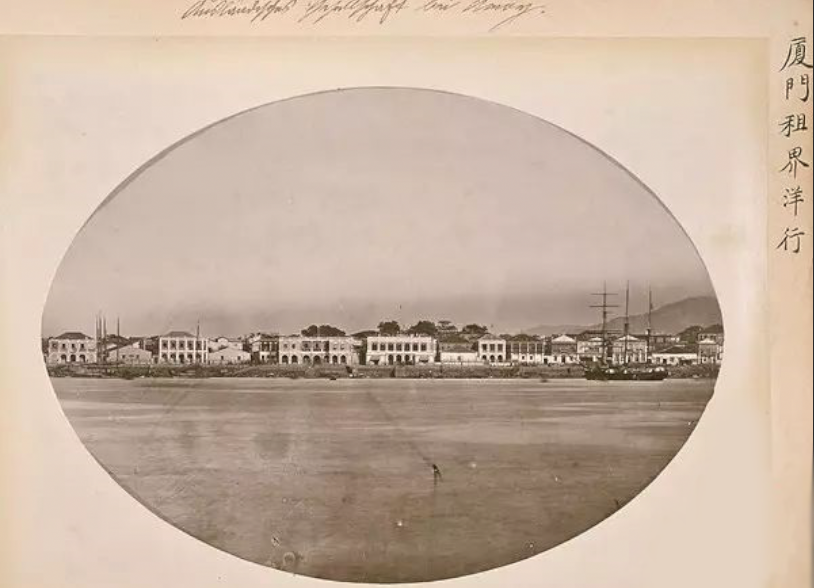
厦门英租界

厦门英租界是近代中国7个在华英租界之一，也是厦门的2个租界之一（另一个是鼓浪屿公共租界）。位于今厦门市思明区西部。
根据1842年《中英南京条约》，厦门成为最先开放的五个通商口岸之一。厦门的鼓浪屿岛被英军占领到1845年，撤军之后，英国于1852年2月9日在厦门市本岛（鹭岛）沿内港海岸获得了一块滩地兴建英国租界，后来成为厦门市的繁华区。1930年9月17日，被国民政府收回。

## 范围
1852年，英国人选定海后滩为英商营业及其眷属驻地。最初的位置是从岛美码头（今海后路东海大厦附近）到新路头（今春光漫心酒店厦门中山路轮渡店附近，老厦门人称之为“外贸大厦”）。
后经英国人私自在海滩填土造地，并非法侵占临近地块，厦门英租界面积稍有扩大。到1875年前后，厦门英租界的范围包括现在海后路，升平路、新路街、惠通巷，大同路、大史巷（其地址今已不存，大致位置在今大同路最西端与人和路之间，大同路北侧的一条小巷子）的大部分和鹭江道的一部分，一直延伸到接近磁街路头（今厦门轮渡码头附近）。
厦门英租界的面积为24亩多，为最小的英国在华租界。